# Puput arbòria violàcia
La puput arbòria violàcia (Phoeniculus damarensis) és una espècie d'ocell de la família dels fenicúlids (Phoeniculidae) que habita zones àrides amb arbusts espinosos de l'oest d'Angola i nord i centre de Namíbia.